# Owain ap Cadwgan
Owain ap Cadwgan (mort el 1116) va ser un príncep del regne medieval de Powys, a l'est de Gal·les. Visqué una vida molt intensa, amb enfrontaments, exilis, venjances i canvis de bàndol.
Owain va ser el fill gran de Cadwgan ap Bleddyn, príncep de la part nord de Powys. La seva primera aparició documentada és de quan occí el 1106 els fills de Trahaearn ap Caradog, Meurig i Griffri, senyors d'unes terres al cantref d'Arwystli. En l'any 1109 Cadwgan, pare d'Owain, va fer en la seva cort de Ceredigion una gran festa; i sembla que en aquest acte Owain va sentir a parlar de la bellesa de Nest, esposa de Gerald i germana del rei de Deheubarth Gruffydd ap Rhys, que aleshores tenia el castell de Cenarth Bychan (possiblement Cilgerran). Va decidir de visitar-la, i quan la veié se n'enamorà i decidit a haver-la a qualsevol preu. En la nit de Nadal, Owain i quinze companys excavaren un túnel per dessota la porta del castell i, després de segrestar-ne la senyora i els seus fills, calaren foc a la fortalesa; Gerald pogué escapar-se'n per una comuna. Nest tingué dos fills d'Owain, Llywelyn i Einion, abans que la tornés al seu espòs.
Les accions d'Owain feren que son pare hagués d'afrontar una invasió, ja que el justiciar de Shropshire, Richard de Beaumais, oferí terres als membres de les diverses branques menors de la casa de Powys si atacaven el príncep Cadwgan i el seu fill Owain. Owain s'escapà a Irlanda mentre en Cadwgan es retia al rei Enric I d'Anglaterra i perdia totes les seves propietats. Posteriorment, Ceredigion fou tornat a Cadwgan, amb la condició que pagués una multa de 100 lliures i que prometés no fer-se més amb el fugitiu Owain.
Owain tornà d'Irlanda i s'alià amb Madog ap Rhiryd. El rei hi correspongué al 1110 alliberant del captiveri l'oncle d'Owain, Iorwerth ap Bleddyn i tornant-li el regne de Powys. Owain fou expulsat de Powys per en Iorwerth; refugiat a Ceredigion, va fer ràtzies sobre les terres de Dyfed, venent-se en els mercats irlandesos d'esclaus els presoners que hi feia. També matà un important resident flamenc, Guillem de Brabant. King Henry respongué prenent -novament- totes les terres de Cadwgan, i forçant-lo a viure a Anglaterra, mentre l'Owain tornava a refugiar-se a Irlanda. Iorwerth, però, va ser mort per l'aliat d'Owain, Madog ap Rhiryd en l'any 1111, i el poder de Powys passà novament a mans de Cadwgan, que pogué fer venir el seu fill de l'exili. Quan Cadwgan fou occit per Madog al mateix any, Owain esdevingué el governant de gran part de Powys.
Nomenà el seu oncle Maredudd ap Bleddyn penteulu (capità de la guàrdia) i, en l'any 1113, aquest aconseguí capturar Madog ap Rhiryd. En revenja per la mort del seu pare, Owain el feu cegar.
El 1114, el rei Enric d'Anglaterra envaí Gal·les, en un atac dirigit principalment contra Gruffydd ap Cynan, de Gwynedd; Owain s'alià amb aquest darrer, i amb ell es retirà a Gwynedd. Fetes les paus, Enric s'emportà Owain en la seva visita a Normandia (possiblement per tenir-lo controlat) i l'ordenà cavaller. Ambdós tornaren a l'illa Britànica l'any 1115, i el 1116 Owain juntà les seves armes al rei Enric per a sufocar la rebel·lió de Gruffydd ap Rhys de Deheubarth. Gerald de Windsor, que lluitava en el mateix bàndol, aprofità que Owain només estava acompanyat per una norantena d'homes i, juntament amb un grup de flamencs revenjà el segrest de la seva dona Nest i la mort de Guillem de Brabant, matant-ne l'autor. La major part del regne de Powys passà al seu oncle, Maredudd.